# Mikulovice u Jeseníku

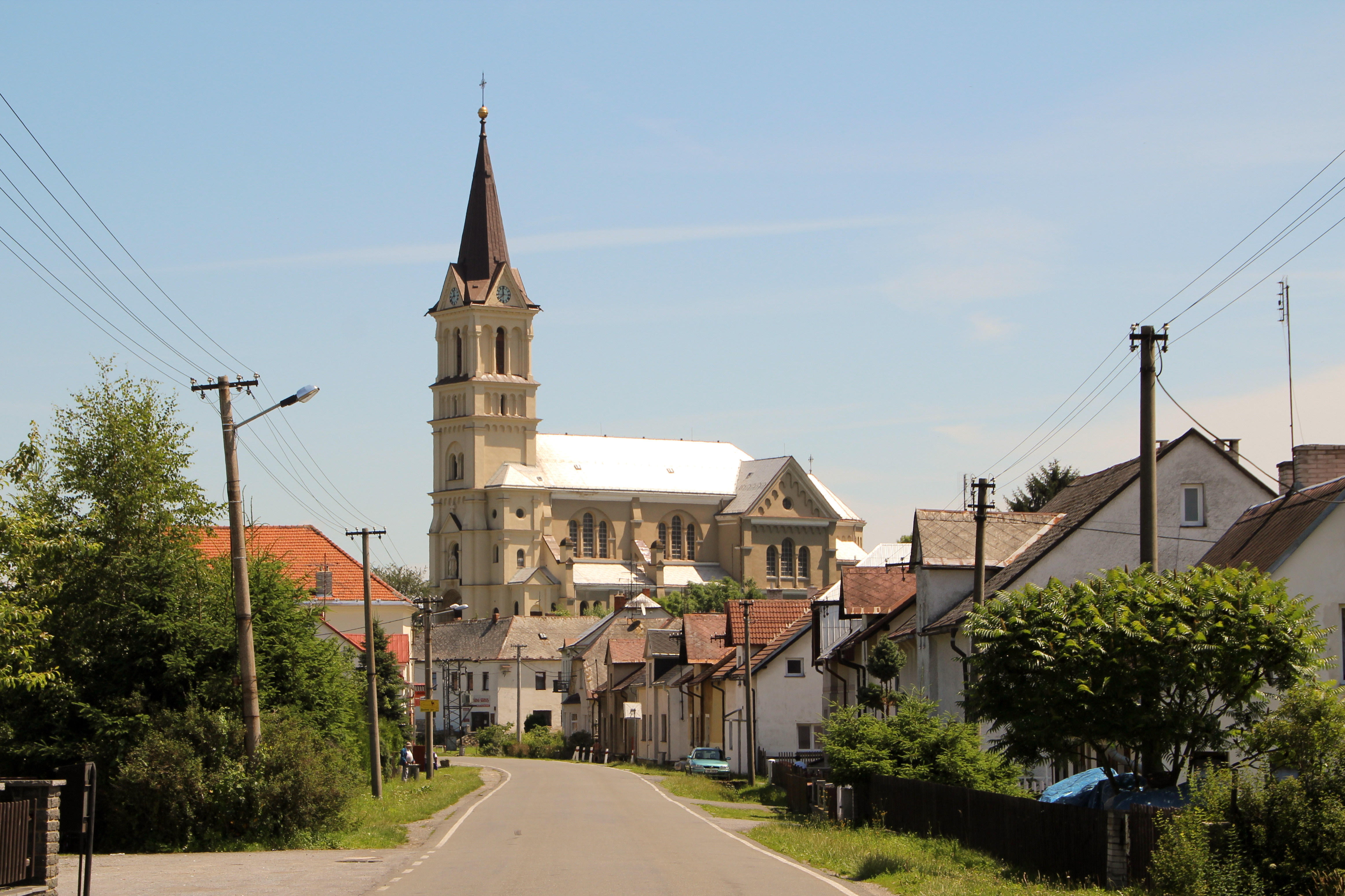
Kirche in Mikulovice

Mikulovice (deutsch Niklasdorf) ist eine Gemeinde im Okres Jeseník in Tschechien.

## Geografie
Mikulovice erstreckt sich in Mährisch-Schlesien im Tal der Bělá, in die hier der Lesní potok und die Olešnice (Elsnitz) einmünden.
Östlich der Olešnice befindet sich der Grenzwald, im Süden der Buchenwald an den Hängen des Strážisko (Rehberg, 610 m), westlich unterhalb der Na Vyhlídce (Dickelsberg, 502 m. n.m.) der Breite Busch und nördlich der Kretschamberg (395 m).
An der Na Vyhlídce sind Vorkommen von Migmatit zu finden.

## Geschichte

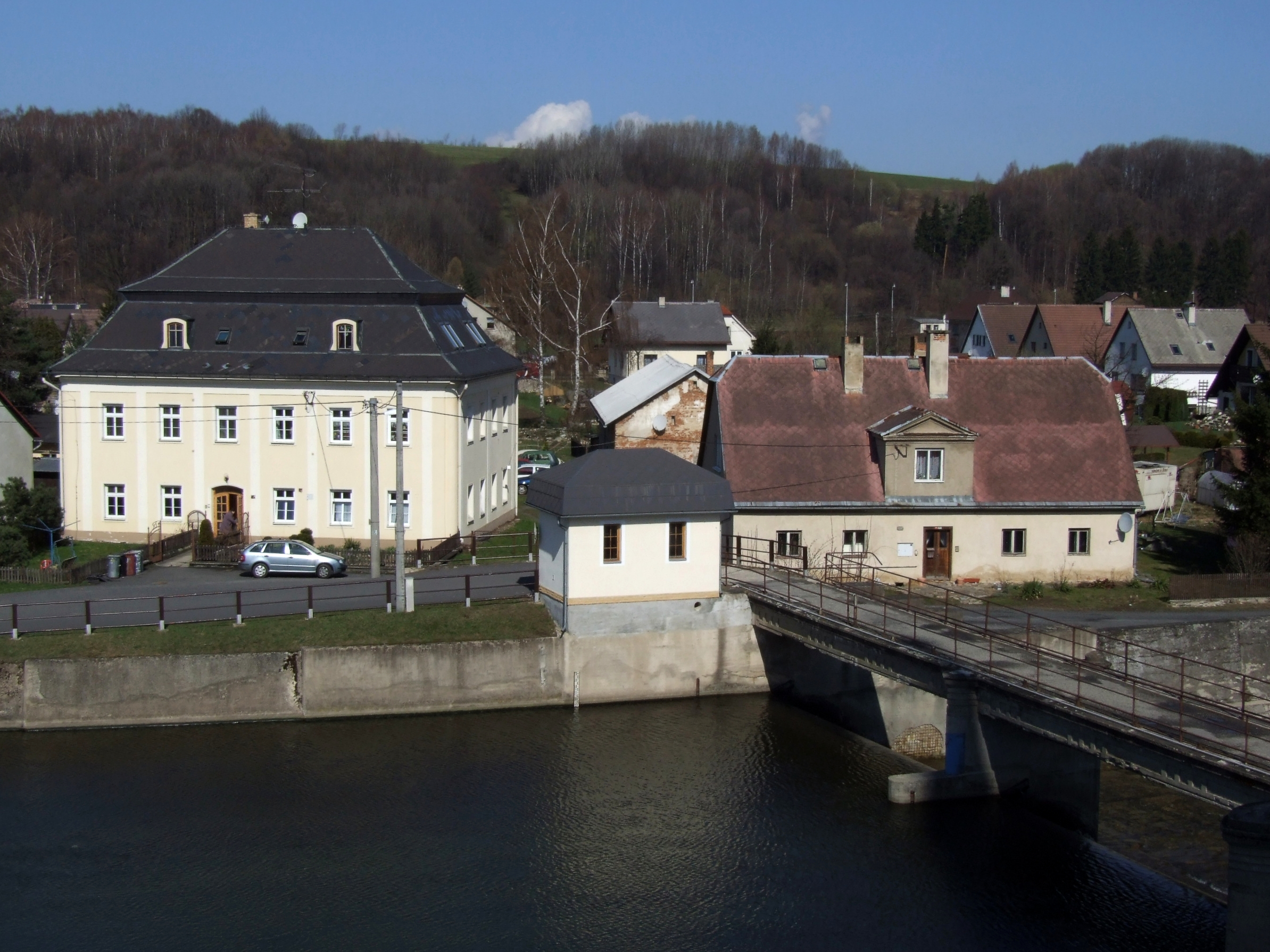
Die Bělá in Mikulovice

Die urkundliche Ersterwähnung erfolgte 1263 als Villa Nikolai. Im Mittelalter wurde hier Bergbau betrieben und im Fluss Gold gewaschen. Ab 1413 gehörte das Dorf zum Sprengel der Propstei Endersdorf. 1672 wurde die Pfarrei Niklasdorf eingerichtet. 
1903 wurden Teile des Ortes durch ein Hochwasser zerstört. Fünf Jahre später erfolgte die Erhebung zum Markt innerhalb von Österreich-Ungarn. 1930 lebten 3338 Einwohner im Ort (inklusive in Buchberg), davon waren 3145 Deutsche. Am 17. Mai 1939 hatte die Marktgemeinde Niklasdorf 3317 und am 22. Mai 1947 1624 Bewohner. Nach dem Münchner Abkommen wurde der Ort dem Deutschen Reich zugeschlagen und gehörte bis 1945 zum Landkreis Freiwaldau. Aufgrund der Beneš-Dekrete wurden nahezu alle deutschmährischen Einwohner 1945 enteignet und vertrieben. Nach dem Krieg kam es zum Zuzug von Tschechen aus dem Landesinneren, Repatrianten und Slowaken. 1961 erfolgte die Eingemeindung von Kolnovice (mit Terezín und Vysutá).

## Bürgermeister
- 1900 bis 1910: Jakob Riedel
- 1910 bis 1920: Franz Liemert
- 1932 bis 1939: Josef Schild
- 1939 bis 1945: Josef Stöhr
- seit 2007: Ivan Dost

## Gemeindegliederung
Die Gemeinde Mikulovice besteht aus den Ortsteilen Kolnovice (Kohlsdorf), Mikulovice (Niklasdorf) und Široký Brod (Breitenfurt). Grundsiedlungseinheiten sind Kolnovice, Mikulovice, Široký Brod, Terezín (Theresienfeld) und Vysutá (Rennersfeld). Zu Mikulovice gehören zudem die Ortslagen Bukovec (Buchberg), Na Samotách  und Nový Mlýn (Neumühle).
Das Gemeindegebiet gliedert sich in die Katastralbezirke Kolnovice, Mikulovice u Jeseníka und Široký Brod.

## Verkehr
In Mikulovice kreuzen sich die Straßen von Jeseník nach Głuchołazy und von Vidnava nach Zlaté Hory.
Der Ort liegt an der 1896 eröffneten Bahnstrecke Hanušovice–Głuchołazy und der Nebenbahn Mikulovice–Zlaté Hory.

## Sehenswürdigkeiten
- Kirche des hl. Nikolaus in Mikulovice
- Kirche des hl. Rochus in Vysutá

## Söhne und Töchter der Gemeinde
- Josef Weiss (1797–1847), Mediziner, Pionier der Wasserheilkunde
- Franz Xaver Gröger (1874–1932), Heimatforscher
- Josef Obeth (1874–1961), Bildhauer
- Franz Peschel (1889–1968), Heimatforscher und Schriftsteller
- Günther Sewald (1905–1949), Politiker
- Anton Leischner (1908–2010), Neurologe und Linguist
- Günther Berger (1929–2014), Bildhauer
- Otto Kimminich (1932–1997), deutscher Staats- und Völkerrechtler